# Прац, Марио
Марио Прац (итал. Mario Alcibiade Praz, 6 сентября 1896, Рим — 23 марта 1982, там же) — итальянский писатель, переводчик, журналист, историк литературы и искусства, коллекционер. Первопроходец изучения истории проектирования и оформления жилого интерьера; автор концепции horror vacui (боязни пустоты) в оформлении жилого интерьера XIX-XX веков.

## Биография
Сын банковского служащего, чья семья в 1525 перебралась из Церматта в Валле-д’Аоста. Мать происходила из умбрийского графского рода Теста ди Маршиано, известного с X века. 
Детство провел в Швейцарии. После смерти отца (1900) перебрался с матерью в Рим к деду, где мать во второй раз вышла замуж. Отчим был флорентинцем, так что мальчик вырос между Римом и Тосканой. Учился на юридическом факультете Болонского университета, перевелся в Рим, где начал заниматься английской литературой. Защитил диссертацию по международному праву (1918), но бросил юриспруденцию ради истории литературы и защитил во Флоренции вторую докторскую диссертацию, по английской словесности (1920).
В 1923 по стипендии приехал в Великобританию, преподавал итальянскую литературу в Ливерпульском университете (до 1931). Затем до 1934 преподавал её в Манчестерском университете, после чего вернулся в Рим, где до выхода на пенсию (1966) преподавал английскую и американскую литературу в Римском университете. В 1971 побывал в Ленинграде, написал несколько восхищённых эссе о городе.
В своих апартаментах в палаццо Риччи собрал гигантскую библиотеку, богатую коллекцию антиквариата, живописи и скульптуры эпохи классицизма. Позднее она была перевезена в палаццо Примоли и завещана Национальной галерее современного искусства.

## Труды
Библиография Праца включает в общей сложности 2600 публикаций. Он — автор многочисленных трудов по истории европейской литературы и искусства, включая садовое и декоративное. Наиболее известно среди них новаторское исследование тёмного романтизма — «Плоть, смерть и дьявол в романтической литературе» (1930, англ. название «Романтическая агония»). В 1939 г. опубликовал первый в своём роде свод аллегорических и персональных эмблем, характерных для искусства XVII века. В автобиографии «Дом жизни» попытался рассказать о своей жизни путём досконального описания содержимого комнат своего жилища. 
Прац рассматривал интерьер в качестве своеобразного отображения личности человека, который в нём проживает. В працианском интерьере каждая вещь «связана множеством нитей и с жизнью владельца, и с широким фоном современной ей эпохи», благодаря чему из описания интерьеров в эссе Праца часто рождается связный рассказ.
Переводил на итальянский Бена Джонсона, Джейн Остин, Чарлза Лэма, Э. А. По, Т. С. Элиота.
- Secentismo e Marinismo in Inghilterra (1925)
- Poeti inglesi dell’Ottocento (1925)
- Penisola Pentagonale (1926, записки о путешествии по Испании)
- La carne, la morte e il diavolo nella letteratura romantica (1930; на англ. яз. The Romantic Agony, 1933; французская премия за лучшую иностранную книгу, 1977)
- Studi sul concettismo (1934)
- Antologia della letteratura inglese (1936)
- Studi e svaghi inglesi (1937)
- Viaggio in Grecia, Diario del 1931 (1943)
- La Crisi dell’eroe nel romanzo vittoriano (1952)
- La casa della vita (1960, автобиография)
- Bellezza e bizzarria (1960)
- Mnemosine (1971)
- Il patto col serpente (1972)
- Il giardino dei sensi (1975)
- Panopticon romano secondo (1978)
- Perseo e la Medusa (1979)
- Voce dietro la scena (1980)
- Il mondo che ho visto (1982)

## Признание
Почетный доктор Кембриджского университета и Сорбонны, почетный член Американской академии искусств и наук (1969). Член жюри Венецианского МКФ (1960), лауреат премии Фельтринелли
(1960). Член старейшей итальянской Академии деи Линчеи. Рыцарь-командор Ордена Британской империи (1962).
Труды переведены на многие европейские языки. Известны восхищенные отзывы о Праце и его книгах Т. С. Элиота, У. Х. Одена, Э.Уилсона, П. Читати, У. Эко и др.
С 1995 в римском палаццо Примоли можно посетить музей-квартиру Марио Праца. В этой квартире случились события, положенные Лукино Висконти в основу фильма «Семейный портрет в интерьере» (1974). Прац считал главного героя фильма списанным с себя самого и был недоволен этим.